# تطور القط المدجن

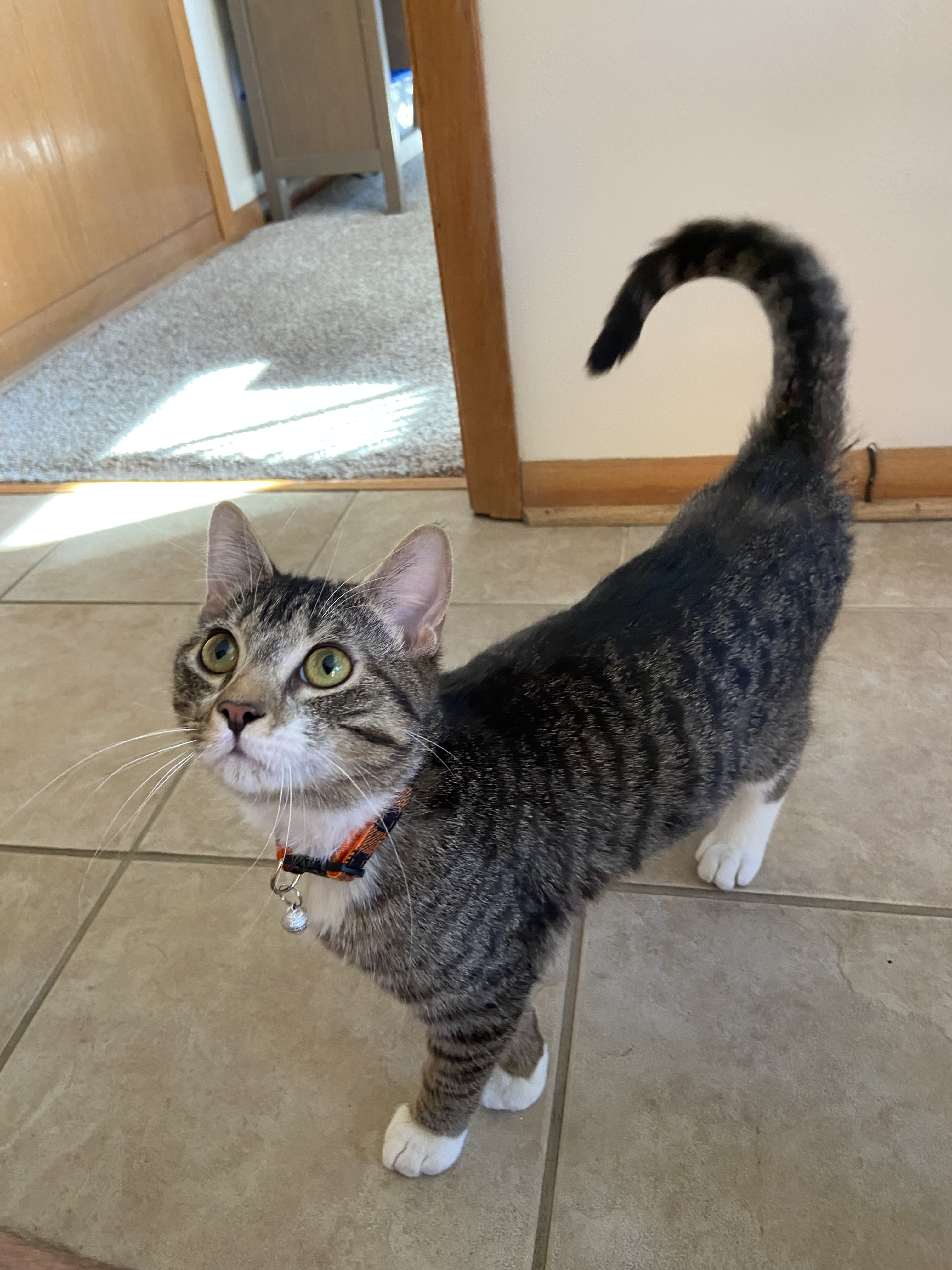
مثال على قطة مستأنسة تعيش في الداخل.

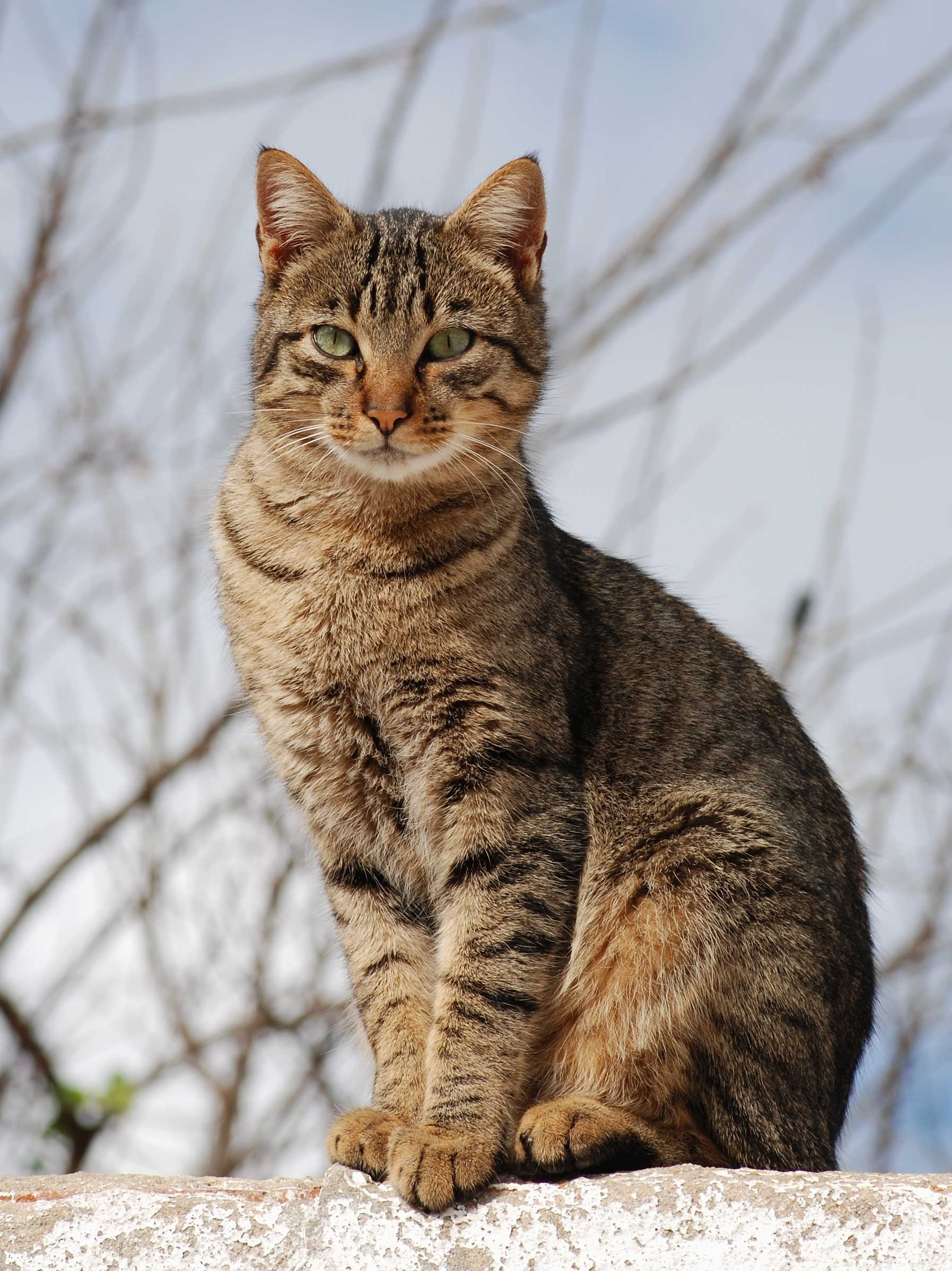
قطة منزلية مخططة

نشأت عائلة السنوريات، التي تنتمي إليها جميع أنواع القطط الحية، منذ حوالي 10 إلى 11 مليون عام. تُقسم هذه العائلة إلى ثماني سلالات تطورية. تُعد القطة المدجنة فردًا من سلالة فيليس. أظهر عدد من الكشوفات أن جميع الأصناف المحلية من القطط تتحدر من نوع واحد من سلالة فيليس، فيليس سيلفيستريس كاتوس (القط البري). عُثر على أشكال مختلفة من هذه السلالة في جميع أنحاء العالم، وحتى وقت قريب واجه العلماء صعوبةً في تحديد المنطقة التي أدت لظهور سلالات القطط المدجنة المعاصرة. اعتقد العلماء بعدم وجود حادثة واحدة أدت إلى ظهور القطط المدجنة، بل عدة حوادث مستقلة في أماكن مختلفة. ظهر المزيد من التعقيدات من حقيقة أن مجموعات القطط البرية ككل منتشرة شكل واسع جدًا ومتشابهة مع بعضها جدًا. تستطيع هذه الأشكال المتنوعة من القط البري التهجين مع بعضها بحرية عندما تكون على اتصال قريب ما يشوش الحدود بين الأصناف بصورة كبيرة. ساعدت دراسات الحمض النووي الحديثة والتقدم في التقنيات الجينية والفهم الأفضل للحمض النووي والجينات ككل في خلق اكتشافات في التاريخ التطوري للقطط المدجنة.

## الدنا والدليل التطوري

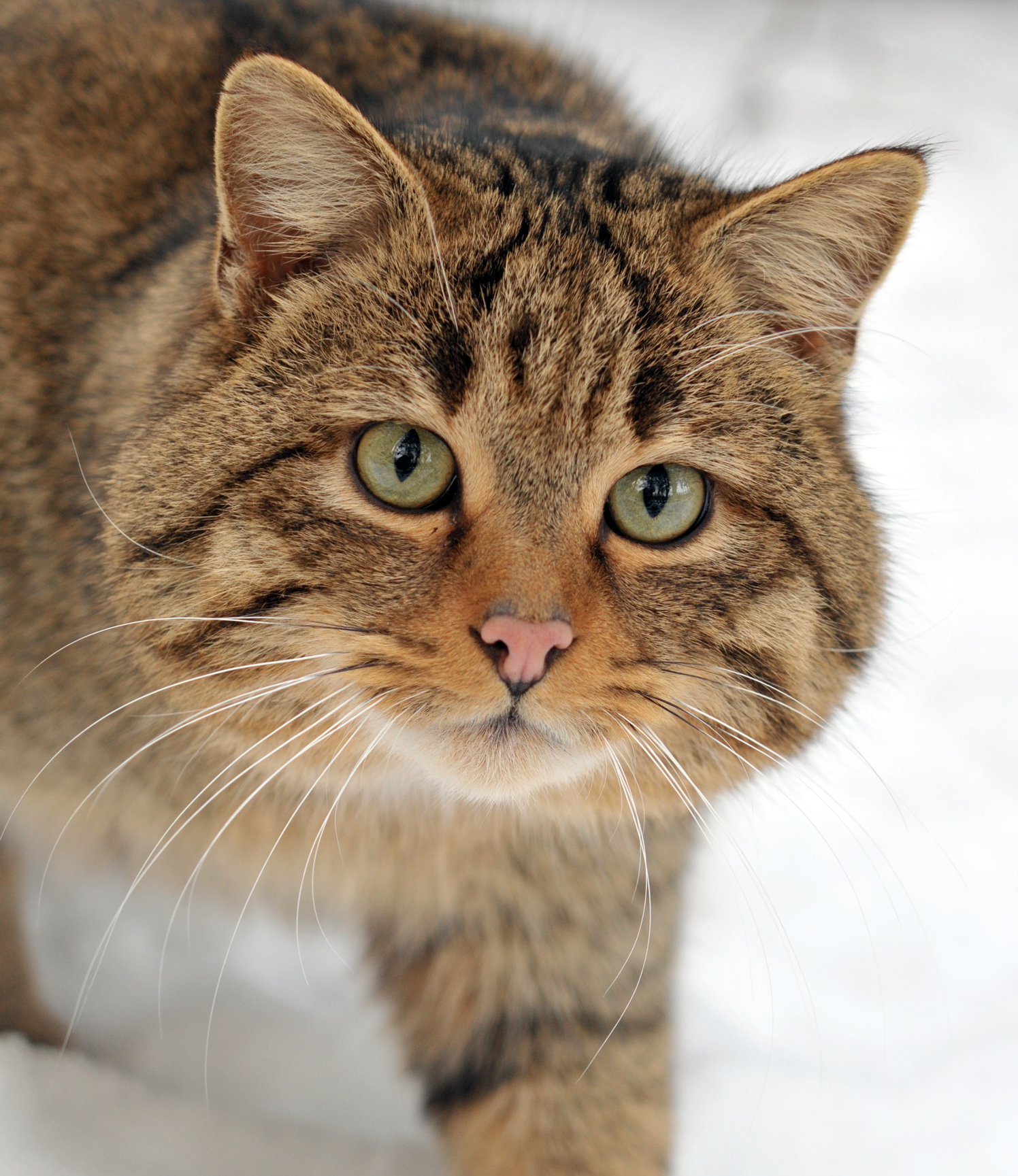
قط بري أوروبي، أحد الأسلاف المحتملة للقط المنزلي الحديث

أظهرت دراسة أجريت عام 2007 على الدنا المتقدرة والسواتل الصغرية للقطط على ما يقارب ألف قطة من مناطق مختلفة بما في ذلك أفريقيا وأذربيجان وكزاخستان ومنغوليا والشرق الأوسط، خمسة أنساب جينية لمجموعات القط البري. تشمل هذه الأنساب: فيليس سيلفيستريس سيلفيستريس (أوروبا) وفيليس سيلفيستريس بييتي (الصين) وفيليس سيلفيستريس أورناتا (آسيا الوسطى) وفيليس سيلفيستريس كافرا (جنوب أفريقيا) وفيليس سيلفيستريس ليبيكا (الشرق الأوسط). أظهرت هذه الدراسة أن الفيليس سيلفيستريس ليبيكا تشمل القطط المدجنة وأن القطط البرية من هذه المجموعة لا يمكن تمييزها عن القطط المدجنة. إلى جانب تحليل الدنا، أجريت دراسات تطورية لتضييق التاريخ التطوري. أنشئت الأشجار التطورية بناءً على تحليل الدنا المتقدرة. في كل دراسة، أنتجت الأشجار البايزية وأشجار الاحتمال الأقصى وأشجار الاحتمال الأقصى المقتر نتائجًا مثالية. أظهرت كل منها أن فيليس سيلفيستريس أورناتا وفيليس سيلفيستريس كافرا وفيليس سيلفيستريس ليبيكا ترتبط جميعها بسلف واحد. أظهرت أيضًا أن هذه المجموعات المختلفة أحادية النمط الخلوي، أي أنها تنتمي إلى سلف مشترك لا تشترك به المجموعات الأخرى. ساعدت تلك الأشجار بإظهار أن الفيليس سيلفيستريس ليبيكا هي ما أدت إلى ظهور القطط الحديثة. أظهرت الفيليس سيلفيستريس سيلفيستريس ابتعادًا مبكرًا جدًا عن المجموعات الأخرى ولكنها بقيت مشتركة بسلف مشترك مبكر مع بقية الأطوار.
يعود أصل القطط المدجنة إلى مجموعات شبه شرقية ومصرية للفيليس سيلفيستريس ليبيكا. تجمعت القطط المدجنة حول المستعمرات الزراعية البشرية، في حين يبدو أن الفيليس سيلفيستريس ليبيكا (حوالي 1500 قبل الميلاد) انجذبت بشكل رئيسي إلى الصفات السلوكية. بدأت بالانتشار خلال أوقات العصر الحجري الحديث، ولكنها لم تنتشر في العالم القديم حتى العصور القديمة الكلاسيكية.

### الصفات

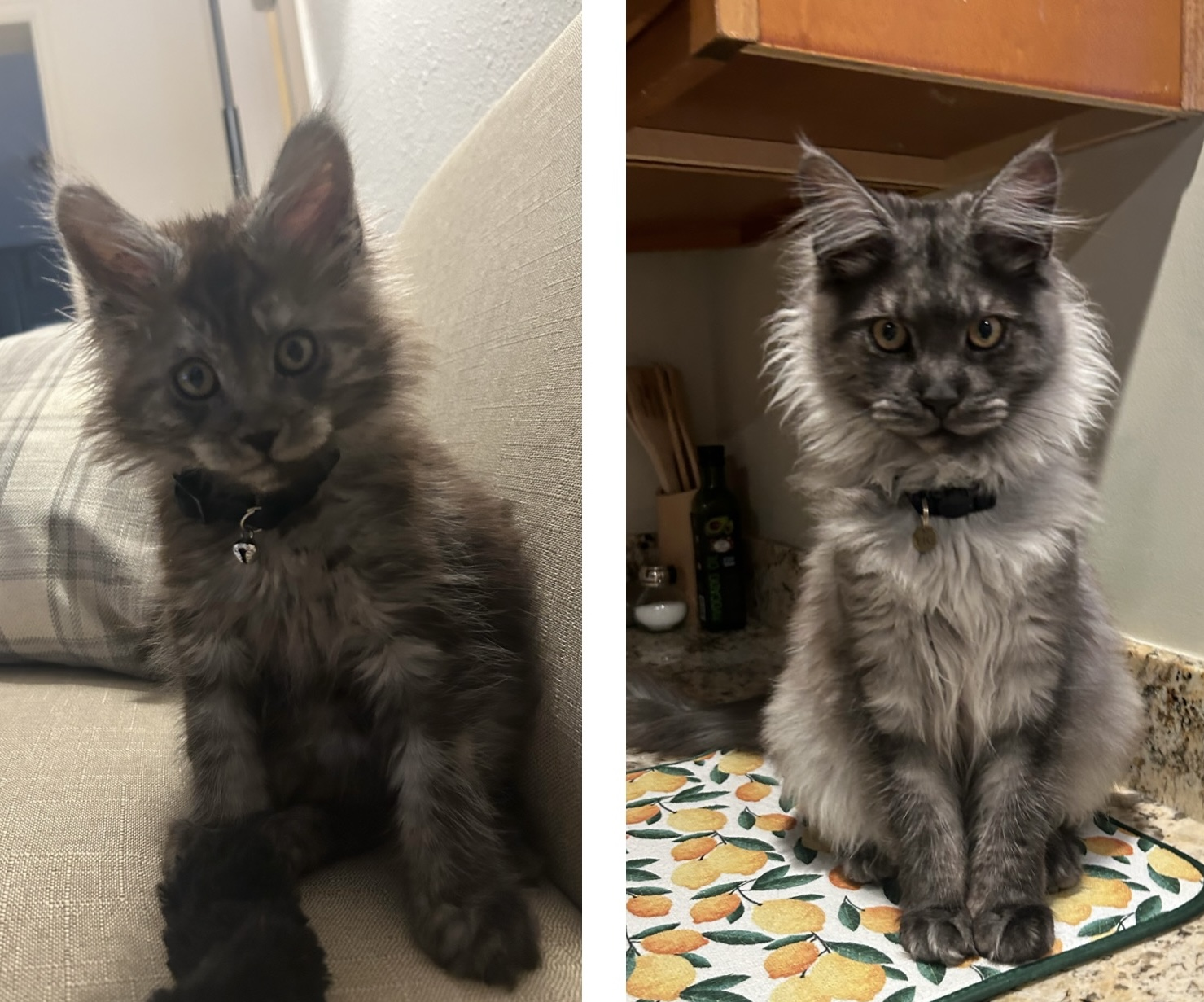
قط ماين كون يبلغ من العمر 5 أسابيع (يسار) مقابل 5 أشهر (يمين)

قارنت دراسة أجريت عام 2014 جينوم القطة مع جينوم النمر والكلب. تشمل المناطق الجينومية في ظل الاصطفاء عند القطط المدجنة تلك المنخرطة في العمليات العصبية (سلوك الخوف والمكافأة) وفي إعادة التركيب المماثل (زيادة تواتر إعادة التركيب). إضافةً لذلك، مُيزت كتلة التمايز 117 المسؤولة عن الأنماط الخلوية للبقع البيضاء.
ظهرت صفة القط العتابي المبقع (طفرة أمينوببتيداز كيو) في العصور الوسطى. تملك القطط البرية نمط الماكريل.

## الدليل الأركيولوجي
استخدم العلماء أيضًا الدراسات الأركيولوجية والسلوكية للمساعدة في ترسيخ أكبر لاكتشاف أن الفيليس سيلفيستريس ليبيكا هي السلف المشترك للقطط المدجنة. رُبطت أجزاء الأسنان والعظام التي عُثر عليها في المواقع المدفونة حول العالم من خلال تحليل الدنا بالفيليس سيلفيستريس ليبيكا، يعود بعضها إلى 7-8 آلاف عام. في الأصل كان الفضل للسكان المصريين في التدجين المبكر للقطط منذ حوالي 3600 عام، لكن الأدلة الأركيولوجية شككت أيضًا بالفرضية عام 2004. عثر علماء الأركيولوجيا العاملين في قبرص مدفن قديم، يعود تاريخه إلى 9500 عام، لإنسان بالغ ومعه جمجمة قطة. لم يكن وجود القطط في تلك المنطقة أصليًا، ما يعني أن القبيلة أحضرتها معها عندما أسست مسكنها على الجزيرة. يقترح هذا الاكتشاف أن البشر في منطقة الشرق الأوسط من العالم القديم كانوا يحتفظون بالقطط قبل عدة سنوات من المصريين.

## الدليل السلوكي
أظهر التحليل السلوكي للفيليس سيلفيستريس سيلفيستريس، الذي كان يُعتقد أنه السلف مشترك للقطط المدجنة، وجود فروق كبيرة بين الاثنين. يميل الفيليس سيلفيستريس سيلفيستريس وهو القط البري الأوروبي، أن يكون خجولًا جدًا وعدوانيًا حتى عندما يُربى كقطة صغيرة في مساكن البشر. كانت هذه المجموعة أيضًا إقليميةً جدًا وأظهرت سلوكًا عدوانيًا داخل نوعها الخاص أيضًا. أظهر النوع الهجين بين القطط المدجنة والسيلفستريس سلوكًا أقل عدوانية ومزاجًا سهل الانقياد ما دفع العالِم إلى الاعتقاد بأن الاختلاف السلوكي كان وراثيًا ويرجع على الأرجح إلى اختلاف الأنواع. تشير هذه الأدلة تشير إلى الاعتقاد أن الفيليس سيلفيستريس ليبيكا هو السلف المشترك لجميع القطط المدجنة الحالية.

## تمايز سلالة القطط المدجنة
تختلف سلالات القطط الحديثة، عن العديد من الحيوانات المدجنة الأخرى التي رُبيت من أجل الغذاء أو الصيد أو الأمن أو لأسباب وظيفية أخرى كثيرة، ويعود أصلها في التكاثر لأسباب فيزيائية. نشأت معظم هذه السلالات خلال المئة وخمسين عامًا الماضية، وعلى عكس غيرها من الحيوانات المدجنة التي تملك سمات فيزيائية مختلفة تساعدها في تحقيق مهام مختلفة، لا يوجد لسلالات القطط أي تباين في الوظائف؛ مجرد اختلافات جمالية. تختلف أيضًا سلالات القطط المدجنة عن الثدييات المدجنة، إذ يوجد اختلافات جينية قليلة جدًا عن أسلافها البرية. تُعد الخصائص الفيزيائية مثل لون الشعر ونمطه والجينات القليلة التي تتحكم في هذه الصفات ما يميز الأسلاف البرية عن القطط المدجنة المعاصرة. تُعد سلالات القطط المدجنة فريدةً من نوعها أيضًا في حقيقة أنه لا يوجد سوى 40 إلى 50 سلالة مميزة وراثيًا بينما يمكن أن تحتوي الحيوانات المدجنة الأخرى في أي مكان على 65 إلى 100 سلالة مميزة وراثيًا.

## السلالات الحالية
في عام 1871 مُيزت خمس سلالات قطط فقط من قبل جمعية في لندن. تعترف جمعية مربي القطط بـ 41 سلالة وتعترف رابطة القطط الدولية بـ 57 سلالة. تُميَز معظم هذه السلالات من خلال الخصائص المظهرية، الخصائص المرئية. تُعد معظمها متحدرة من صفات جينية فردية التي توجد بمستويات منخفضة إلى معتدلة في القط الذي لا يملك نسبًا. يعني هذا أن هذه الخاصية نادرة ولا تظهر في القطط المنزلية الحالية الشائعة. على عكس معظم الكلاب الموجودة حاليًا والتي تأتي من مزيج من سلالات أصيلة، بدأت القطط بالظهور كمزيج من العديد من أشكال القطط البرية ورُتبت بصورة انتقائية من قبل البشر تبعًا لصفات معينة تؤدي إلى سلالات حديثة. يُعد هذا السبب وراء القفزة الهائلة في عدد السلالات في مثل هذا العدد القصير من السنوات، ويُعد هذا أيضًا السبب في أن الجمعيات التي تصنف هذه السلالات تستخدم كلمة «النسب» بدلًا من «الأصيلة» لأنه لا يوجد قطط أصيلة. أجريت دراسات الدنا لربط خطوط النسب بالأسلاف الذين تكاثروا بشكل عشوائي. أجريت هذه الدراسات باستخدام نفس التقنيات المذكورة أعلاه للعثور على السلف المشترك الذي كان يملك الدنا المتقدرة والسواتل الصغيرة. اكتُشف أن جميع سلالات القطط نشأت في ثماني مناطق مختلفة، ثم تكاثرت عدة مرات بشكل انتقائي عبر التاريخ وانتقلت عدة مرات ما أدى إلى ظهور 45 سلالات حديثة تقريبًا. تشمل هذه الأنساب الثمانية أوروبا ومصر والهند وجنوب شرق آسيا والبحر العربي وشرق آسيا والبحر المتوسط.